# Aloe corallina
Aloe corallina és una espècie vegetal del gènere àloe de la subfamília de les asfodelòidies (Asphodeloideae).

## Descripció
Aloe corallina creix principalment de forma individual i forma tiges. El tronc fa 0,5 centímetres de diàmetre. Les fulles són lanceolades i formen denses rosetes. El limbe foliar és de color verd grisós amb una lleugera capa de pols, fa uns 50 centímetres de llarg i 11 centímetres d'amplada. La superfície de la fulla està folrada indistintament. A les fulles joves, les dents són de color marró vermellós a la vora de la fulla i són minúscules; en canvi estan absentes a les fulles madures.
La inflorescència consta de dues o tres branques. Els raïms són força densos, fan de 17 a 28 centímetres de llarg. Les bràctees allargades i punxegudes fan de 10 a 15 mil·límetres de llarg. Les flors de color vermell corall es troben en peduncles de 10 a 17 mil·límetres de llarg. Les flors fan de 28 a 35 mil·límetres de llarg i s'estrenyen a la seva base curta. Per sobre de l'ovari, les flors s'expandeixen cap al mig i finalment s'estrenyen cap a la boca. Els seus tèpals exteriors no estan fusionats i fan una llargada de 20 mil·límetres. Els estams i l'estil sobresurten uns 5 mil·límetres de la flor.

## Distribució i hàbitat
Aquesta espècie d'àloe és nadiua al sud d'Angola i nord de Namíbia. Els seus hàbitats naturals són matollars secs subtropicals o tropicals i zones rocoses. Està amenaçada per la pèrdua d'hàbitat.

## Taxonomia
Aloe corallina va ser descrita per Inez Clare Verdoorn i publicat a Flowering Plants of Africa 45: 1788, a l'any 1979.
Etimologia
Vegeu: Aloe
corallina: epítet llatí que significa "de color vermell coral".